# Añelo
Añelo est une ville d'Argentine située dans la province de Neuquén. Elle est le chef-lieu du département homonyme.

Située à 100 km au nord de la capitale provinciale Neuquén, sur la rive gauche du río Neuquén, on y accède par la route provinciale 7 et la route provinciale 17. Depuis Chos Malal par la route nationale 40.

## Population
La ville comptait 1 742 habitants en 2001, ce qui représentait une hausse de 68,96 % par rapport à 1991.

## Complexe hydroélectrique deCerros Colorados
Se trouve à quelques kilomètres de la localité.